# Кашмірський султанат
Кашмірський султанат (1339—1589 роки) — мусульманська держава в Індії зі столицею в Срінагарі, яка прийшла на зміну індуїстській державі Лохара. Протягом усього існування боролася проти Делійського султанату, Чагатайського улусу. Зрештою султанат було підкорено військами Великих Моголів.

## Історія

### Династія Сваті (Шах-Міри)
З 1010-х років Кашмір зазнавав нападів мусульманських правителів, спочатку Газневідів, згодом Гурідів. Втім, правителі династії Лохара зуміли зберегти кордони Кашміра недоторканими. Лише сусідні племена вимушені були навернутися на іслам. Подальші спроби делійського султанату підкорити Кашмір також виявилися невдалими. Водночас проповідники ісламу стали проникати до володінь Лохара. Основу їх становили різні навернуті індуси-кашмірці, а також найманці-мусульмани, яких називали турушка, оскільки більшість їх були тюркського походження.
З 1320 року починається нове послаблення династії Лохара. В результаті Рінчан, принц з Ладаху, стає чоловіком Котадеви, правительки Кашміра. Невдовзі, намагаючись заручитися підтримкою Делійського султанату, переходить в іслам, отримавши ім'я «Садр ад-Дін Шах». Але у 1323 році гине внаслідок повстання шиваїстів. Втім, уже у 1339 році Шах-Мір, міністр-мусульманин при дворі Рінчана, влаштував заколот, внаслідок якого захопили владу. Для зміцнення своєї влади він планував оженитися на Котадеві, але та наклала на себе руки. Шах-Мір утворив Кашмірський султанат, де став панувати під іменем «Шамс ад-Дін Шах». Перша династія султанів Кашміру називалася Сваті, оскільки Шах-Мір походив з гірського регіону Сват (сучасний Пакистан).
Протягом 1340—1360-х років вдавалося вправно маневрувати між делійським султанатом і Чагатайським улусом, які вели тривалі й запеклі війни між собою. Завдяки цьому кордонів Кашмірського султанату не зачіпали. Своєю чергою володарі з династії сваті приділяли більше уваги розбудові міст, поліпшенню господарювання.
У 1399 році до кордонів султанату підійшли війська чагатайського еміра Тимура. На вимогу останнього султан Сікандар-шах I сплатив величезну данину, пограбувавши індуїстські храми. 1400 року вперше впроваджено джизью для немусульман, що спочатку поповнило скарбницю, а зрештою призвело до загострення релігійних відносин.
Піднесення султанату припадає на час панування султана Зайн аль-Абідіна, який відродив військову та економічну потугу. За його наказом стали карбуватися перші срібні монети з іменем султана. Невдовзі після його смерті у 1470 році почалася боротьба за трон. В результаті феодали гірських місцевостей стали фактично незалежними, не визнавали влади султана. З 1526 року відбувається вторгнення військ імперії Великих Моголів.
У 1533 році війська Кашміру зазнали поразки від армії Яркентського ханства на чолі із Султан Саїд-ханом, яке підкорило султанат. Втім, у 1534 році після відходу намісника — еміра Мірзи Мухаммед-Гайдара — до ханства влада династії Сваті була відновлена. 1540 року було підкорено військами великих Моголів. Влада султанів з династії сваті фактично припинилася. Вони лише номінально були правителями при намісниках Моголів, але повалення падишаха Хумаюна того ж року дозволило султану Назук-шаху посилити свій вплив, але цьому зрештою завадив Мірза Мухаммед Гайдар, намісник Великих Моголів, який фактично перетворився на незалежного володаря Кашміра. Втім, у 1551 році після смерті останнього султану Ібрагім-шаху вдалося знову відновити реальне правління. Проте вже у 1555 році влада перейшла до місцевих феодалів, а 1561 року династію Сваті остаточно повалено.

### Династія Чаків
З 1480-х років, користуючись слабкість та нездарістю султанів династії Сваті, значного впливу на управління державою набули еміри племені чак, які стали обіймати найважливіші адміністративні та військові посади. 1538 року зумів фактично перебрати влади на себе. 1540 року підтримали вторгнення могольських військ. З 1551 року виступили проти намірів султанів відновити свою владу. З 1555 році фактично на власний розсуд змінювали володарів. Зрештою у 1561 році Газі-хан повалив Хабіб-шаха, заснувавши власну династію.
Протягом початку правління династії Чаків вдалося зміцнити владу султанів, організовано зовнішні походи з метою розширення володінь та отримання багатої здобичі. Втім значний військовий похід, спрямований на підкорення Західного Тибету, виявився невдалим. З 1563 року починається боротьба за трон, що тривала до 1570 році. Попри це Хусейн-шах I прийняв титул бадшаха (на кшталт падишаха або імператора). 1570 року Алі-шаху II вдалося стабілізувати ситуацію.
У 1586 році проти султанату виступило військо Великих Моголів. Ситуацію погіршували повстання феодалів та боротьба за трон. Втім військо Кашміру чинило спротив до 1589 року, коли останнього султана Якуб-шаха було повалено й відправлено до Біхару. Після цього Кашмірський султанат припинив існування, увійшов до складу Імперії Великих Моголів як Кашмірська суба.

## Султани

### Династія Сваті (Шах-Міри)
- Шамс ад-Дін-шах I (1339—1342)
- Джамшид-шах (1342—1344)
- Ала ад-Дін-шах (1344—1355)
- Шахаб ад-Дін-шах (1355—1373)
- Кутб ад-Дін-шах (1373—1389)
- Сікандар-шах I (1389—1413)
- Алі-шах I (1413—1420)
- Зайн аль-Абідін (1420—1470)
- Гайдар-шах (1470—1472)
- Гасан-шах (1472—1484)
- Мухаммед-шах (1484—1486), вперше
- Фатіх-шах (1486—1493), вперше
- Мухаммед-шах (1493—1505), вдруге
- Фатіх-шах (1505—1514), вдруге
- Мухаммед-шах (1514—1515), втретє
- Фатіх-шах (1515—1517), втретє
- Сікандар-шах II (1517)
- Мухаммед-шах (1517—1528), вчетверте
- Ібрагім-шах (1528—1529), вперше
- Назук-шах (1529—1530), вперше
- Мухаммед-шах (1530—1537), вп'яте
- Шамс ад-Дін-шах II (1537—1540)
- Ісмаїл-шах (1540), вперше
- Назук-шах (1540—1552), вдруге
- Ібрагім-шах (1552—1555), вдруге
- Ісмаїл-шах (1555—1557), вдруге
- Хабіб-шах (1557—1561)

### Династія Чаків
- Газі-шах (1561—1563)
- Хусейн-шах I (1563—1570)
- Алі-шах II (1570—1579)
- Юсуф-шах (1578—1579), вперше
- Лохар-шах (1579—1580)
- Юсуф-шах (1580—1586), вдруге
- Якуб-шах (1586), вперше
- Хусейн-шах II (1586)
- Якуб-шах (1586—1588), вдруге

## Державний устрій
Султанат складався з областей Кашмірської долини, Джамму, Раджурі, Пунч, Бхадра, Ченаб і Кішварв, Ладакх і Балтістан, Кашан-Ганга і Пахлі. Султану належала вища військова, цивільна та судова влада. Втім, він безпосередньо керував лише областю Срінагар і Кашмірською долиною. В інших областях перебували васальні феодали-мусульмани або місцеві раджі, що керували за старовинними законами. Вони лише сплачували до султанської скарбниці певну данину та спрямовували свої військові загони до султанського війська. За діяльних та впливових султанів владу ніхто не оскаржував. З послабленням центральної влади місцеві феодали перетворилися на практично незалежних володарів.

## Економіка

### Податки
За перших султанів було скасовано численні податки та здирництва, впроваджено податок в 1/6 вирощеної продукції. Втім після відновлення економіки султанату податок було збільшено до 1/2, але згодом зменшено до 1/4, й нарешті до 1/7 (за правління султана Зайн аль-Абідіна). також мусульмани сплачували податок закат, а немусульмани — джизью, які було скасовано Зайн аль-Абідіном.
Більшість монет, що карбувалися були мідними, свинцевими або латунними. Лише з середини XV ст. стали карбували золоті та срібні. Вони поділялися наступним чином:
- 1 бахагані — 12 динарів
- 1 пунчху — 2 бахагані
- 1 хат — 4 пунчху
- 1 сасун — 10 хатів
- 1 лакх — 100 сасунів
- 1 крор — 100 лакхів/10 000 000 динарів

### Сільське господарство
Основною галуззю було сільське господарство. Здійснювалися іригаційні заходи (відкрито канали в Закурі та Мартанді), висушувалися болота, створювалися штучні сади на озерах, що збільшено обсяги оброблюваної землі, підвищило її врожайність. Вирощували насамперед рис, а також пшеницю, ячмінь, бобові, льон, мак, бавовну, фрукти овочі. Значний зиск султанська скарбниця мала від чималих площ шафрану. В значних обсягах вирощувалася велика рогата худоба.

### Ремесла
Міста Срінагар, Анантнаг, Сопур, Бандіпур, Шопсіан, Зайнгір являли собою значні центри ремісництва. Виготовляли відомий кашемір (набуло промислових обсягів з 1380-х років), шовкові, бавовняні, шерстяні тканини і одяг, шкіряні вироби, килими, опахала, віяла, папір, пап'є-маше, скло, килими, лаки, здійснювали різьблення по дереву та камінню, плетення з верби.

### Торгівля
Зовнішня торгівля велася з Тибетом, Китаєм, індійськими державами до Бенгалії та Малабару, Бутаном, еміратами Персії, Чагатайським улусом, згодом Державою Тимуридів, Ак-Коюнлу, Яркентським ханством, Бухарським еміратом і Хівінським ханством. Торговельний шлях йшов перед пешаварський та зоджильський перевали. Внутрішня торгівля також мала значний обсяг, оскільки в різних місцевостях та долинах виготовляли або вирощували специфічну продукцію. основними покупцями були селяни та містяни з середніх шарів суспільства. Торгівлю здійснювали державні та приватні купці. Для нормальної торгівлі в містах споруджено було базари і караван-сараї. Своєю чергою кашмірські купці мали представництва в Непалі, Бенгалії, Гуджараті та Тибеті.
Імпортували коштовне каміння, мускус, перські килими, китайський шовк, цукор, спеції, мідь, золото, срібло, сіль.

## Культура

### Релігійна політика
Релігійна політика перших султанів династії Сваті відрізнялася терпимістю, що дозволяла цілком співіснувати ісламу з більш поширеним кашмірським шиваїзмом й частково буддизмом. Допускалися шлюби між мусульманами і індуськими жінками, часто в політичних цілях. Індуси, що перейшли в іслам відзначали свої традиційні свята, зберігали звичаї і одяг.
З 1380-х років під упливом прихильників тарикату Накшбанді починається боротьба з шиваїзмом та іншими формами індуїзму, розпочинається політика насильницької ісламізації. Індуїстські храми руйнувалися і розкрадалися. З каменю зруйнованих храмів зводилися мечеті. Брахмани здійснювали масові самогубства, в результаті яких загинули тисячі людей. Зібрані священні індуїстські книги звезли на озеро Дал і втопили в місці, на якому після побудували греблю. По всій країні були заборонені алкоголь, музика, азартні ігри, індуїстські свята. В результаті значна частина населення султанату була навернута на іслам. У 1420-х роках відбувається поступове повернення до віротерпимості.

### Будівництво
Значний вплив на архітектуру часів султанату мав перський стиль. З часів султан Сікандар-шаха I часто зводилися мечеті та гробниці, що були виготовлені цілком у деревині або з цегельними чи кам'яними стінами та ісламськими арками, але з дерев'яною стійкою покрівлею, перекритою квадратним балдахіном з витягнутим похилою покрівлею, подібним у формі до вершини (chattrāvali) гімалайської ступи, яку використовували як мінарет. Стиль з'являється у багатьох будівлях, зокрема в мечеті Мадані або Маддін Шах в Задібалі, Джама-Маджид в Срінагарі (найбільша мечеть Кашміра), яку спочатку була заснована під час султана Зейна аль-Абідіна, але згодом багато разів перебудовано. Винятком є гробниця матері Зейна аль-Абідіна, яка являє собою цегляну споруду, що складається з восьмикутної двошарової куполоподібної камери з 4 меншими двошаровими куполами над 3 квадратними камерами та входами.